# ノーベル・オースチン
ノーベル・オースチン（Norvell Austin、1951年3月9日 - ）は、アメリカ合衆国の元プロレスラー。フロリダ州ペンサコーラ出身のアフリカ系アメリカ人。
1970年代から1980年代にかけて、フロリダ、アラバマ、テネシー、ジョージアなど南部を主戦場に、主にタッグチーム・プレイヤーとして活動した。

## 来歴
デビュー後の1970年代初頭はスプートニク・モンローのパートナーとしてヒールのポジションで活動、1972年2月にはモンローに同行して日本プロレスに初来日している。帰国後もモンローと共にNWAの南部テリトリーを転戦し、エディ・グラハムの主宰するフロリダ地区ではジャック&ジェリーのブリスコ・ブラザーズとNWAフロリダ・タッグ王座を争った。なお、モンローとのコンビは当時では珍しい白人と黒人によるヒールの混成タッグチームとして、"Black is Beautiful, White is Wonderful" をキャッチフレーズにしていた。
モンローとのチーム解散後、メキシコ湾岸のガルフ・コースト地区を経て、1975年よりテネシー州メンフィスのNWAミッドアメリカ（後のCWA）に定着。ベビーフェイスに転じてパット・バレットやビル・ダンディーとタッグを組み、ハリウッド・ブロンズなどのチームと南部タッグ王座を争った。1970年代末にはジム・バーネットの運営するジョージア地区にも進出、黒人レスラーの先輩ルーファス・ジョーンズと組み、1979年4月25日にイワン・コロフ&オレイ・アンダーソンからNWAジョージア・タッグ王座を奪取している。ジュニアヘビー級戦線でも活動し、アラバマのSECWではトニー・チャールズとUSジュニアヘビー級王座を争った。
1980年9月には、ビル・ドロモ、ロン・バス、そして第2次シリーズより参加のビッグ・ジョン・クインやアレックス・スミルノフらと共に、当時アラバマやテネシーからの外国人招聘ルートを持っていた国際プロレスに来日。エースのラッシャー木村をはじめ、大木金太郎や阿修羅・原ともシングルマッチで対戦した。
以降もベビーフェイスのポジションでSECWを主戦場としたが、1981年に再びヒールターンして、ランディ・ローズ&デニス・コンドリーとミッドナイト・エクスプレス（The Midnight Express）を結成、1980年代に一世を風靡した歴史的タッグチーム・ユニットのオリジナル・メンバーとなった。1982年には古巣テネシーのCWAにて、コンドリーとのコンビでAWA南部タッグ王座を再三獲得。スティーブ・カーン&スタン・レーンのファビュラス・ワンズなどのチームと抗争を展開した。
オリジナル版ミッドナイト・エクスプレスは1983年末に一旦解散、オースチンはCWAに継続参戦し、1984年よりココ・ウェアとの黒人タッグチーム、プリティ・ヤング・シングス（The Pretty Young Things）を結成。PYTエクスプレス（The PYT Express）とも呼ばれ、トミー・リッチ&エディ・ギルバートのニュー・ファビュラス・ワンズ、イライジャ・アキーム&カリーム・モハメッドのザンブイ・エクスプレスなどとAWA南部タッグ王座を争った。テキサス州ダラスのWCCWや古巣のフロリダ地区にも進出し、フロリダではパーシー・プリングル3世をマネージャーに迎え、1985年2月26日にジェイ・ヤングブラッド&マーク・ヤングブラッドのレネゲード・ウォリアーズからUSタッグ王座を奪取している。
PYT解散後はアラバマのSECWに戻り、フェイスターンしてブリックハウス・ブラウンと新コンビを結成。1986年1月6日にはエイドリアン・ストリートを破りNWAサウスイースタン・ヘビー級王座を獲得した。
1980年代末の引退後は、2004年9月にアラバマのコンチネンタル・レスリングにレジェンドとして特別出場、ランディ・ローズとのオリジナル・ミッドナイト・エクスプレスを再結成した。

## 得意技
- ダイビング・ヘッドバット
- ムーンサルト・プレス

## 獲得タイトル
チャンピオンシップ・レスリング・フロム・フロリダ
- NWAフロリダ・タッグ王座：1回（w / スプートニク・モンロー）[4]
- NWA USタッグ王座（フロリダ版）：1回（w / ココ・ウェア）[15]

NWAミッドアメリカ / コンチネンタル・レスリング・アソシエーション
- NWA南部タッグ王座（ミッドアメリカ版） / AWA南部タッグ王座：10回（w / スプートニク・モンロー、パット・バレット×2、ビル・ダンディー、デニス・コンドリー×3、ココ・ウェア×3）[7]

ガルフ・コースト・チャンピオンシップ・レスリング / サウスイースタン・チャンピオンシップ・レスリング
- NWAサウスイースタン・ヘビー級王座：1回[17]
- NWAサウスイースタン・タッグ王座：10回（w / ジミー・ゴールデン、ポール・オーンドーフ、ブラッド・アームストロング、デニス・コンドリー&ランディ・ローズ×6、ブリックハウス・ブラウン）[18]
- NWA USジュニアヘビー級王座（サウスイースト版）：5回[9]
- NWA USタッグ王座（ガルフ・コースト版）：1回（w / ロケット・モンロー）[19]

ジョージア・チャンピオンシップ・レスリング
- NWAジョージア・タッグ王座：1回（w / ルーファス・ジョーンズ）[8]